# Giuseppe Bacco
Giuseppe Bacco (Vicenza, 11 marzo 1821 – Roma, 19 maggio 1877) è stato un politico italiano deputato del Regno d'Italia e sindaco di Vicenza nel 1874.

## Biografia
Di professione avvocato, prese parte alla difesa di Vicenza nel 1848 e di Venezia nel 1849; fondò nel 1852 un comitato per il quale venne poi arrestato e incarcerato a Mantova ma, grazie a un'amnistia venne rilasciato nel marzo 1853. Nel 1859 si rifugiò clandestinamente a Brescia, dove, grazie al sindaco, Nicola Panciera di Zoppola, fu per due anni segretario del Comune. Prese parte come garibaldino nel 1866 agli scontri in Valsabbia, a Montesuello e nelle Giudicarie. Tornato a Vicenza fu eletto assessore e sindaco e, nel 1876, deputato del Regno d'Italia.